# Nick Long Jr.
Nick Long Jr. (* 14. August 1904 (nach anderen Quellen 1907) in Greenlawn, Long Island, New York; † 31. August 1949 in New York City) war ein US-amerikanischer Tänzer und Schauspieler am Broadway und im Film.
Während der Stummfilmzeit war Nick Long Jr. als Kinderdarsteller in Filmen eingesetzt. Als Tänzer war er vor allem in Revue-Filmen tätig, wo er auch Nebenrollen spielte. Daneben war er ein vielbeschäftigter Schauspieler in Musicrevuen am Broadway und Off-Broadway. Seine bekannteste Rolle in einem Film war die des Basil Newcombe in Broadway-Melodie 1936.

## Leben und Wirken
Nick Long Jr. wurde als Sohn von Nick Long Sr. und Idele Cotton geboren, beide Eltern waren als Varieté- und Revueschauspieler sowie als Theaterschauspieler tätig. Nicks Vater spielte 1925 in einem Stummfilm mit. Nick Long Jr. stand bereits mit neun Jahren auf der Bühne, zumeist in Produktionen zusammen mit seinen Eltern. Vor der Kamera stand er erstmals 1915 im Alter von 11 Jahren. Es folgten noch einige Filme, die er als Kinderdarsteller abdrehte, bevor er sich bis Mitte der 1930er Jahre aus dem Filmgeschäft zurückzog und zunächst weiterhin bei seinen Eltern als Schauspieler tätig war. Es folgten ab den 1920er Jahren eigenständige Darstellungen, vor allem in Musicals am Broadway und Off-Broadway.
Am Broadway spielte er mit Stars wie José Ferrer, Bob Hope, Irene Dunne, Clifton Webb.
Mitte der 1930er Jahre spielte er noch in drei Filmen mit, wo er zumeist Nebenrollen übernahm und Tanzrollen spielte. Ab 1931 und erneut ab 1934 war er bis 1939 als Schauspieler und Tänzer in London tätig, an der Seite von Danny Kaye, der am Anfang seiner Karriere stand; so tanzte er in London und Manchester in Frederick Ashtons Autumn Leaves.
1939 wurde er zur Teilnahme am Zweiten Weltkrieg eingezogen, aber bereits sieben Monate später wieder entlassen. 1949 starb der unverheiratete Nick Long Jr. bei einem Autounfall.

## Tanzeinlagen im FilmBroadway-Melodie 1936
In dem Film Broadway-Melodie 1936 übernahm er die Nebenrolle von Basil Newcombe, insgesamt sein bekanntester Auftritt in einem Film. Dort ist er in einigen Tanzszenen zu sehen, die ihn als hervorragenden Steptänzer auszeichnen, aber auch seine eigenwillige Art, Sprünge zu machen und sein bisweilen dandyhaftes Auftreten zeigen die ganze Klasse und das Können des Tänzers auch einem breiten Publikum. Gleichzeitig spielte er in diesem Film mit bekannten Stars wie Jack Benny, Eleanor Powell, Robert Taylor, Una Merkel, Buddy Ebsen.

## Filmographie
- Hearts of Men, 1915.
- The Corner Grocer, 1917.
- Adventures of Carol, 1917.
- The Oakdale Affair, 1919.
- Broadway-Melodie 1936, 1935.
- King of Burlesque, 1936.
- Autumn Laughter, 1938.

## Stücke am Broadway und Theater (zumeist Musicals, Auswahl)
- Lady Butterfly, 1923.
- Kitty Kiss, 1926.
- She’s my Baby, 1928.
- Say When, 1934–1935.
- Autumn Leaves, Stück unter der Regie von Frederick Ashton in London, 1939.
- Louisiana Purchase, 1940–1941.